# 加賀楓
加賀 楓（かが かえで、1999年11月30日 - ）は、日本の元女優、元歌手、元アイドルで、モーニング娘。の元メンバー（13期）。愛称はかえでぃー、かがちゃん。イメージカラーはイタリアンレッド。
千葉県生まれ、東京都出身。血液型A型。身長163 cm。ハロプロ研修生出身。元ジェイピィールーム所属。また、2018年4月から2022年12月まで加賀温泉郷観光大使を務めていた。

## 人物
- 趣味は、カラオケ・アニメ鑑賞[4]。漫画やゲームも好きで、声優の悠木碧のファン[13][14][15]。
- 特技は、トランペット・剣道初段[4][16]。

- 座右の銘「何事も尽きるまで!」[1][17]、「有言実行」[18][19]。
- 好きな食べ物は甘いもの[20]チョコレートや生クリーム、煮込みデミグラスソースハンバーグや白米、オムライス、ヨーグルト、嫌いな食べ物は辛いもの全般[13][21][22][23]。初めて飲んだ時にダメだったのがトラウマになり、炭酸飲料も飲めない[24][25]。同グループ12期メンバーの羽賀朱音に勧められてチョコミント風味のアイスクリームも挑戦するものの、苦手。
- モーニング娘。入りを志す以前、将来の夢は警察官だった[14][26]。吹奏楽部でトランペットをやっていたこともあり、警察の音楽隊にあこがれていた[25]。
- 名前の由来は「秋に生まれたから楓」[25]。
- モーニング娘。で目標とするメンバーはOGの鞘師里保で、鞘師に憧れたことがモーニング娘。のオーディションを受けるきっかけになった[18][19][26]。現在籍メンバーでは石田亜佑美を挙げている[18][27]。
- ほぼ日手帳の愛用者で、1日1ページの「オリジナル」を使っている[28][29]。
- イヤホン、ヘッドホンにこだわりがあり、複数所持して使い分けているほか、他のメンバーから購入に当たってのアドバイスを求められることもある[30]。

## エピソード

### 音楽・舞台での活動
- 「ダンスを1から勉強」するとしてモーニング娘。を卒業[31]。復帰後、最初の仕事も帝国劇場での『ムーラン・ルージュ！ザ・ミュージカル』で、舞台となるムーラン・ルージュのダンサー・ニニ役となった[32]。
- 長い手脚を活かしたキレのあるダンスが得意で、モーニング娘。としてのコンサートデビューだった『Hello! Project 2017 WINTER ～ Crystal Clear ～』から、その後の単独コンサートツアーも含め、各コンサートで少人数のダンスで見せ場をもらっている[18][19]。本人も「目を引くポイントを作って、お客さんの脳にガツンと植え付けたい」と話し、自信のあるパートとして「邪魔しないでHere We GO！」のイントロを挙げている[33]。和田桜子は加賀のダンスを「重力を感じさせない」「無重力ダンス」と評している[7][34]。元10期メンバーの佐藤優樹は「あんなパフォーマンスっていいますか 迫力だしてみたたたたぁい」、11期メンバーの小田さくらは「かえでぃーのダンスによく見惚れます　やっぱかっこいいわ〜」とブログで褒めている[35][36]。2017年夏のハロー！プロジェクトコンサートから、ダンスが得意なメンバーで構成される「ハロ！ステダンス部」にも加入した[35][37]。2019年3月からCS放送のダンスチャンネルで放送の『ハロプロダンス学園』にも出演していた[38][39]。
- ダンス好きが高じて様々なアーティストのダンスや振付師の動画を研究している。新型コロナウイルスの感染拡大でグループの活動が制限された際には、AAAのメンバーでもあるSKY-HIがYouTubeに投稿した楽曲に自分でも振り付けをしてInstagramに投稿したのを皮切りに、J-POP、K-POPからアニソン、ハロプロ楽曲まで様々なダンスをInstagramやYouTubeにアップした[40]。それ以前にも先輩の10期メンバー佐藤優樹のバースデーイベントは、加賀が既存のハロプロ曲4曲に新たにダンスをつけ、佐藤とゲストの佐々木莉佳子（アンジュルム）がステージで披露するなど、ハロプロメンバーから振り付けを頼まれることがある[41][42]。卒業発表後には、モーニング娘。の既存楽曲に新たな振付をして、加賀本人やメンバーが踊る動画がモーニング娘。の公式Youtubeチャンネルにアップされた。
- ダンスは覚えるのも早く、モーニング娘。の曲のダンスも加入前から身につけていたり[19][43]、ハロー!プロジェクトのコンサートでは自分が参加しない曲も覚えていた[44]。ハロー!プロジェクトアドバイザーとして研修生を指導していた清水佐紀（Berryz工房キャプテン）は「発表会のリハーサルのときも、加賀ちゃんに聞けば間違いない！ってぐらい頼りにしていたし、自分がでない曲も覚えてきていて本当にすごいなぁ〜って思っていました」と述べている[45]。
- グループの中では身長が高く体格がいいため演劇の公演では男役を任されることが多く、剣道経験を活かした殺陣を披露することもある[46][47][48]。観劇に訪れたハロプロのメンバーや関係者からの評価も高い[49]。シングル曲のミュージックビデオや雑誌のグラビア、グループのDVD magazineなどで男装したこともある[50][51][52]。
- 初期のモーニング娘。にダンス指導をしていた夏まゆみと、モーニング娘。の20周年記念アルバムの振り付け指導で接したことをきっかけに、リズムへのこだわりが強くなった[53]。リズムへのこだわりはつんくの教えとして引き継がれてきたもので、20年続くモーニング娘。の軸だと語っている[54]。リズムに注目してバンド音楽などのバックトラックを聞き込むなど、モーニング娘。加入後に音楽の聴き方が変わったと明かしている[53]。
- リズムへのこだわりからバンド音楽に親しむようになり、ロックフェスに出演した際には他の出演者のステージをチェックして回るほか、プライベートでもフェスに参加している[55][56]。
- コンサートでは、背後のスクリーンにアップで抜かれるときも、あまりカメラ目線をしないとスイッチャーがインタビューで話している[57]。また同じ雑誌のインタビューでは、メンバーの誰かが一時的にステージを抜けた際、代わりに歌う準備を必ずしていたエピソードを小田さくらが明かしており、小田は「デビューの時期は一番下なのにちゃんと考えてるなと思いました」と評した[58]。
- 横山玲奈とともに、2019年6月に加入した15期メンバーの教育係を務めている。
- 13期メンバー2人で目指す先輩像は、田中れいな、道重さゆみらのモーニング娘。6期で「最強と呼ばれる期になりたい」と述べている[59][注釈 3]

### 趣味
- 趣味としてアニメ鑑賞を挙げており、ブログや雑誌のインタビュー、ラジオなどでも頻繁にアニメや声優の話題を出している。アニメ好きになったきっかけは中1の時に友達から薦められて見た『境界の彼方』で、録画したものを10回見直すくらい好きだと語っている[15]。ほかに、おすすめや好きだと書いたことがあるアニメは『進撃の巨人』『ハイキュー!!』『Free!』『革命機ヴァルブレイブ』『ノラガミ』『幼女戦記』『不機嫌なモノノケ庵』『文豪ストレイドッグス』『アルスラーン戦記』『終わりのセラフ』『甲鉄城のカバネリ』『ヴァイオレット・エヴァーガーデン』など[14][60][61][62][63]。また、舞台『ネガポジポジ』で共演したBerryz工房の須藤茉麻が公式ツイッターで、加賀が『ハイキュー!!』の主題歌を口ずさんでいたと明かしている[64]。
- 2018年11月に米・ニューヨークで開催された"Anisong World Matsuri"にモーニング娘。'18の一員として参加した際は、影山ヒロノブと『CHA-LA HEAD-CHA-LA』（ドラゴンボール）、さらにきただにひろしと中川翔子も加わって『THE HERO!!〜怒れる拳に火をつけろ〜』（ワンパンマン）をパフォーマンス。コラボが決まってワンパンマンを全話ダウンロードするなど、アニメ好きとしてのこだわりを見せた[65]。
- 月刊ガンダムエースの企画で、東京・お台場にあるガンプラ展示施設「THE GUNDAM BASE TOKYO」を訪問したのをきっかけに、機動戦士ガンダムシリーズが好きになり、ガンプラも作り始める[66]。訪問に備えて「機動戦士ガンダム 鉄血のオルフェンズ」全50話を3日間で視聴しており[注釈 4]、撮影の際にプレゼントされた同作品のプラモデル（ガンダム・バルバトスルプス）を組み立ててブログに掲載した[66]。さらに、自分で購入したシュヴァルベグレイズ（マクギリス機）やキュベレイを完成させる経過もブログに掲載している[67][注釈 5]。ガンダムでの推しキャラは『鉄血』のヤマギ[33]。
- いくつものゲームを並行して進めるほどのゲーム好きで、最も好きなゲームとして『テイルズ オブ ジ アビス』を挙げており、テイルズオブシリーズについてインタビューを受けたこともある[68][69]。他にも同シリーズをプレイしたいために、PlayStation 4を購入したことをブログで報告している[70]。
- 音楽ゲーム（リズムゲーム）も得意で『アイドリッシュセブン』『バンドリ！ガールズバンドパーティ！』『ラブライブ！』や、アニメマクロスシリーズを題材にした『歌マクロス』、ハロプロのメンバーや楽曲が登場する『ハロプロタップライブ』もプレイしていた[68][71][72][73]。2018年のフジテレビ『FNSうたの夏まつり』ではラブライブ！発のAqoursやバンドリ！発のRoseliaと同番組に出演[74][75]。2019年2月19日にNHK Eテレで放送された『沼にハマってきいてみた』にゲスト出演し、バンドリ！にハマった人として作品を紹介するプレゼンターを務め、Roseliaの5人とスタジオでの共演も実現した[76]。Roseliaのベース・今井リサ役の声優中島由貴はハロプロファンで、お互いに所属するユニットのファンという関係でもあった[77]。
- ほぼ日手帳の公式ガイドブックに登場して自身の手帳の使い方を公開している[28][29]。ガイドブックのスタッフから2019年用の手帳をプレゼントされており、使用しているカバーは自身のメンバーカラーに近いオリジナル用のRubyとみられる[78][79]。
- 音楽を聞き込むためにイヤホン、ヘッドホンにこだわりを持っており、クラシック、洋楽、自分たちの楽曲のチェックなど、音楽のジャンルやシチュエーションによって複数のものから選んで、使い分けている[30]。専門店で試聴して購入することが多く、複数のジャンルの音楽を流して聞こえ方を確認する[30]。気に入ったものを見つけるのに2時間かけることもある[80]。プレシードジャパンが展開するイヤホンブランド「AVIOT」がモーニング娘。'21とタイアップした際は、同社でイヤホンを監修しているピエール中野と対談した[81]。

### 加賀温泉郷観光大使
- 東京都出身の加賀が石川県にある加賀温泉郷の観光大使に就任したのは、名字の「加賀」がきっかけだった[82]。2017年11月に首都圏の各駅に貼られた加賀温泉郷PRポスターや「その疲れに加賀が効く」というフレーズに加賀楓のファンが反応し、一部ではポスターに加賀の写真をコラージュした画像がSNS上に投稿されるなど話題になった[83]。これにPRポスターを制作した加賀温泉郷関係者が反応して「来年は加賀楓さん出てくれないかな」とツイッターでつぶやいたことがきっかけで、さらに起用に向けた活動が盛り上がり、加賀温泉郷協議会が所属事務所に正式にオファーを出して快諾を得た[8][9]。実際に、1年後の2018年11月に加賀が単独で掲載されたポスターが首都圏の各駅に掲出された[84]。
- 2018年5月26日に開催されたモーニング娘。'18の石川県金沢市でのコンサートでは、入場者約3千人に6月1日から始まる加賀四湯博のパンフレットが先行配布された[85][86]。パンフレットは、浴衣姿の加賀が加賀温泉郷を構成する4つの温泉それぞれを訪れる様子など全ページに加賀の写真が掲載された「加賀推し」の仕上がりで、コンサート終了後にはファンが実際にパンフレットに載った場所を訪れて写真をSNSに投稿する動きも広がった[85][86][87]。
- パンフレットは5万部、ポスターは150枚が作成され、加賀温泉郷の観光スポットのほか、金沢市の観光案内所など石川県各地や東名阪の石川県のアンテナショップなどで配布、掲示された[85][86]。このほか、加賀四湯博'18（2018年6月1日 - 2019年3月31日）のウェブサイトや、御朱印帳（スタンプラリーのスタンプシート）、宿泊者に抽選でプレゼントする扇子など、キャンペーンの関連グッズにも加賀の写真が使われ、総湯に加賀の等身大パネルも設置されたほか、ハロプロ側からもグッズを発売しフォトコンテストを開催するなど、当初の「ポスターへの起用」という目標を超えた全面的なコラボレーションになった[87][88][89]。
- 観光大使就任に先立つ2018年3月31日・4月1日には、パシフィコ横浜で開催された、ハロー！プロジェクトなどのアップフロントグループが出演する『遊ぶ。暮らす。育てる。 SATOYAMA&SATOUMIへ行こう2018』に加賀温泉郷もブースを出展。そこで販売された加賀のメンバーカラーと同じ赤色のオリジナルTシャツが即日完売したほか、加賀温泉郷のPRタイムには加賀がゲスト出演するなど、ファンの間で起用を期待する声は高まっていた[83][90]。
- 2020年10月にはそれまでの加賀温泉郷協議会の大使から、加賀市の公式の大使になった。背景には、小松市の粟津温泉が協議会から脱退したことや、新型コロナウイルスの感染拡大で不要不急の外出が全国的に自粛となった影響で、大使の活動のベースになっていた「加賀四湯博」が中止になったことがあった。ただ、ファン1700人以上から続投を要望する署名が加賀市長宛てに届けられたことやそれまでの実績を踏まえ、同市が任命する形で大使としての活動が継続した。加賀温泉駅は北陸新幹線の開業（延伸）を控えており、PR役としての任命でもあった[11]。
- 2021年以降、ファンクラブ限定の宿泊プランやイベント、ハロプロ側のYoutubeチャンネルへの動画アップなど、タイアップの幅が広がっている。また、加賀温泉郷でのキャンペーンの際には、オリジナルのフィギュアスタンドキーフォルダー（FSK）が販売されるのが恒例となっている（経歴の項を参照）
- 大使については任期がない（モーニング娘。を卒業後も引き続き務める）ことが、加賀温泉郷の公式ツイッターで明らかになった[91]が、2024年9月30日をもって加賀の芸能界引退に併せる形で任務を終了。なお、現在はOCHA NORMAのメンバーである中山夏月姫がその任務を引き継いでいる。

### ハロプロ研修生加入以前
- 11期メンバーオーディションを受けてハロプロ研修生になる前には、モーニング娘。が好きになったきっかけの『One・Two・Three』の握手会に参加したこともあった[92]。
- 小さい頃は外で遊ぶのが好きな子どもで、幼稚園から小学1～2年時は器械体操をやっており、元五輪選手の指導も受けていた[39]。器械体操はケガをして辞めた後に剣道を始め、最初は嫌々やっていたが次第に楽しくなり、3年時には全国大会にも出場[6][59]。中学1年でハロプロ研修生になるまで続けていた[59]。ハロプロ研修生時代から一貫してプロフィールの好きなスポーツの欄には「武道も含めるともちろん剣道」と答えている[1][17]。
- 剣道と並んで特技として挙げているトランペットは、ハロプロ研修生加入前に小中学校の部活で演奏していた[93]。モーニング娘。加入後も、イベントやテレビ番組の企画などで何度か披露している[94][95]。

### ハロプロ研修生として
- ハロプロ研修生入りからデビューまで約4年を要し[注釈 6]（経歴の項も参照）、計20人以上の同期、後輩にデビューやユニット入りで先んじられたため、モーニング娘。加入を報じたメディアから「苦労人」と評された[96][注釈 7]。
  - 研修生を辞めようと思った時期として、目標としていたモーニング娘。12期メンバーに落選し、同期の牧野真莉愛が選ばれた時（お披露目は2014年9月）を挙げている。親に「どうしよう」と相談したが、当時はまだ研修生になって2年目だったこともあり、活動を継続することにした[19][97][98]。その後、後輩のデビューも次々と決まり、2016年6月頃には高校2年生という学年を考え、将来への不安から「辞めたい」とマネージャーにはっきり告げたが慰留され、親とも相談の上で「12月までがんばろう」と決めて研修生を続けた[18][19][97][98]。結果的に、その12月にモーニング娘。13期メンバーとしてお披露目された。
  - 上記のようにデビューまで時間を要したため、モーニング娘。への加入が決まった時の気持ちを「私はもうモーニング娘。には入れないと思っていたので『まさか』って感じでした」と振り返るなど、加入は難しいと本人も周囲も考えていた中でのサプライズ選出だった[59][54]。
  - ハロプロ研修生加入直後から主要メンバーとして活動していたため、2013年から始まったひなフェス！、COUNTDOWN PARTY（年越しコンサートの名称）などハロー!プロジェクト全体で行う大規模コンサートやイベントのほとんどに出演している。各ユニットのコンサートにバックダンサーやチャレンジアクトとして出演し、日本武道館のステージへの出演も10回を超える（コンサートの項も参照）。
  - ℃-uteの単独ツアーに5回、計70公演以上帯同しており、2017年1月11日に公開されたハロー！プロジェクト公式YouTube番組『ハロ！ステ』#202では「研修生の時に成長できた部分は、℃-uteさんのツアーで学んだことがけっこう大きい。℃-uteさんの曲を一番知っているのも私だっていう自信があるし、℃-uteさんの曲を一番踊れるのも私だっていう自信があるので、本当に℃-uteさんには感謝しかない」と発言している。℃-uteのメンバーも加賀のことは親しみを込めて「加賀さま」と呼んでおり、モーニング娘。加入の際はブログやラジオ、コンサートのMCなどで祝福した[99]。
- 2015年の公開実力診断テストでは、原曲通りの激しいダンスを踊りながら『Love take it all』を1人で歌いきり、ゲスト審査員のモーニング娘。6代目リーダー高橋愛から「カッコよすぎてリズムをとるのも忘れて引き込まれてしまった」と賞賛された[100][101][102]。参加したファンから投じられた509票は全体の約1/4にあたり、当時の史上最多得票だった[注釈 8][注釈 9]。また、2位に200票以上の差をつけたことも審査員のまこと（シャ乱Q）が明らかにした[7][102]。一方、翌2016年は得意のアップテンポな曲を選んでいた過去3回とは打って変わり、苦手なバラード『恋ING』をあえて選ぶことで、賞レースに固執せず新たな一面を見せた[7][60]。
- レッスンやリハーサルでの面倒見が良く、特に研修生としての後半2年間はリーダー的な存在だったこともあり[16]、加賀を慕うハロー！プロジェクトのメンバーも多い[7][103]。複数のメンバーが、加賀からパフォーマンスについてアドバイスを受けたエピソードをブログで明かしている[104]。先輩でモーニング娘。のリーダー譜久村聖や、研修生ではなかったアンジュルムの上國料萌衣も加賀には後輩を引っ張っている、慕われているイメージがあると語っている[105][106]
- 同期としてハロプロ研修生に入った牧野とはモーニング娘。で先輩後輩の関係になった。モーニング娘。、およびハロー!プロジェクトの正規メンバーの序列順のルールに従って研修生時代の「まりあ」から「牧野さん」と呼び方を変えたことを加賀本人が明らかにしており、後輩だった羽賀朱音のことも「羽賀さん」と呼んでいる[19][107]。
  - 牧野は加賀のモーニング娘。加入について「素直に頼もしいです」と語り「かえでぃーは研修生のときから変わらない。（中略）最初から気合いが凄かったんです」と評している[108]。

## 経歴

### 2012年
- モーニング娘。のシングル『One・Two・Three』をきっかけに、9期メンバーの鞘師里保に憧れて「モーニング娘。11期メンバー『スッピン歌姫オーディション』」に応募、3次選考で落選する[6][109][18]。
- 11月にハロプロ研修生として採用され[4]、12月9日、Shibuya O-EASTで開催された『ハロプロ研修生発表会 2012 12月の生タマゴShow!』でお披露目された[110][注釈 10]。

### 2013年
- 1月の『Hello! Project 誕生15周年記念ライブ』の中野サンプラザ公演に出演し、初めてハロー！プロジェクトの正規ユニットと共演する。
- 2月、ミュージカル『熱帯男子』に同じく研修生だった山岸理子（現つばきファクトリー）と出演し、舞台での演技を初めて経験する[111]。
- 3月7日にパシフィックヘブンで開催されたイベント『ハロプロ研修生寮 入寮者募集!?したら…。～いっきに6人入寮!!お祝いスペシャル～』に出演[112]。
- 3月24日にZeppTOKYOで開催された「藤本美貴10周年記念！大感謝ライブ！『一夜限定！完全復活！ミキティー』」でバックダンサーを務める[100]。
- 4月16日 - 9月15日、アイドル専門チャンネルPigooにて放送されたテレビ番組『ハロプロ研修生のただ今研修中！』に出演[113]。
- 4月 - 6月に行われた『℃-uteコンサートツアー 2013春 ～トレジャーボックス～』にバックダンサー、チャレンジアクトとしてツアー初帯同する[114] [注釈 11]。
- この年、初めて中野サンプラザで開催された5月5日の『ハロプロ研修生 発表会2013 ～春の公開実力診断テスト～』ではBerryz工房の『本気ボンバー!!』を歌う。各賞には選ばれず[115]。
- 7月 - 8月の『Hello! Project 2013 SUMMER COOL HELLO！～ソレゾーレ！～ ～マゼコーゼ！～』に初めて全国帯同した。
- 8月20日、2月に出演した舞台『熱帯男子』の関連イベント『BS-TBSサマーパーティー2013「熱帯男子フェス～唄ありトークあり芝居あり～」』に出演[116]。
- 9月9日、10日に開催された『℃-ute武道館コンサート 2013 Queen of J-POP〜たどり着いた女戦士〜』でバックダンサーとして初めて日本武道館のステージに立つ[注釈 12]。
- 9月 - 12月に行われた『モーニング娘。コンサートツアー2013秋 ～CHANCE！～』に10月26日ニトリ文化ホール公演から帯同[117][注釈 13]。
- 10月5日から2014年9月27日までBS日テレで放送されていた情報バラエティ番組『〜おねだりエンタメ!〜はぴ★ぷれ』にレギュラー出演[118]。
- 12月20日に発売されたハロプロ研修生のDVDシングル『おへその国からこんにちは/天まで登れ!』に参加、「おへそ」ではソロパートが初めて音源化される[119]。

### 2014年
- 1月 - 2月の『Hello! Project 2014 WINTER 〜GOiSU MODE〜 & 〜DE-HA MiX〜』に全国帯同。
- 3月、演劇女子部『僕たち可憐な少年合唱団』に研修生内のオーディションで選ばれ、出演した[100][120]。
- 5月4日に中野サンプラザで開催された『ハロプロ研修生 発表会2014 ～春の公開実力診断テスト～』では、ごまっとうの『SHALL WE LOVE?』を歌唱。出演順が1番という緊張から途中でむせこんでしまい、ダンス賞の次点に終わる。[121]
- 『モーニング娘。'14コンサートツアー春～エヴォリューション～』の5月17日・18日オリックス劇場公演、同24日川口リリアメインホール公演で、吉橋くるみに代わりバックダンサー、チャレンジアクトを務めた[122]。
- 6月に上演された『演劇女子部ミュージカル LILIUM-リリウム 少女純潔歌劇-』でクレマチス役を演じる。田辺奈菜美、佐々木莉佳子（現アンジュルム）とともに、モーニング娘。10期メンバーの佐藤優樹演じるマーガレットの親衛隊という役どころだった[123]。
- 7月 - 8月の『Hello! Project 2014 SUMMER 〜KOREZO!〜 & 〜YAPPARI!〜』に全国帯同。
- 9月 - 11月には『℃-uteコンサートツアー2014秋～モンスター～』でバックダンサーとチャレンジアクトを務める[124]。

### 2015年
- 1月の『Hello! Project 2015 WINTER 〜DANCE MODE!〜 & 〜HAPPY EMOTION!〜』中野サンプラザ公演に出演。研修生としての全国帯同から外れるのは4ツアーぶりだった。
- 3月 - 6月の『9→10(キュート)周年記念℃-uteコンサートツアー 2015春～The Future Departure～』にチャレンジアクト、バックダンサーとして帯同。6月11日の千秋楽公演では、横浜アリーナのステージに立った[125][注釈 14]。
- 5月4日に中野サンプラザで開催された『ハロプロ研修生 発表会2015 ～春の公開実力診断テスト～』で、℃-uteの『Love take it all』をパフォーマンスし509票を獲得、ベストパフォーマンス賞に輝き、過去2年の雪辱を果たした[101][102]。また、同賞の副賞として、6月の『ハロプロ研修生 発表会 2015～6月の生タマゴShow!～』では全3都市6公演で同曲をソロで披露した[126]。
- 7月 - 8月の『Hello! Project 2015 SUMMER ～DISCOVERY～ & ～CHALLENGER～』で全国帯同に復帰。
- 9月 - 11月に開催された『℃-uteコンサートツアー2015秋　～℃an't STOP!!』にオープニングアクト、バックダンサーとして帯同[127]。

### 2016年
- 1月 - 2月の『Hello! Project 2016 WINTER ～DANCING! SINGING! EXCITING!～』に全国帯同。
- 3月 - 5月の『モーニング娘。'16コンサートツアー春～EMOTION IN MOTION～』の一部公演にオープニングアクトとして帯同[128]。
- 5月5日に中野サンプラザで開催された『Hello! Project 研修生発表会2016 ～春の公開実力診断テスト～』で、モーニング娘。の『恋ING』を歌う。
- 7月 - 8月の『Hello! Project 2016 SUMMER ～Sunshine Parade～ & ～Rainbow Carnival～』に全国帯同。
- 10月 - 11月に行われた『℃-uteコンサートツアー2016秋 ～℃OMPASS～』にオープニングアクト、バックダンサーとして帯同[129]。
- 11月3日 - 20日に上演された『演劇女子部 ネガポジポジ』で、チームAのりさ役を演じた。初めての舞台主演であり、かつて初舞台をともにした山岸とメインキャストとしての共演だった[130]。
- 12月12日に開催された『モーニング娘。'16コンサートツアー秋～MY VISION～』日本武道館公演で、リーダーの譜久村聖から13期メンバーとしてモーニング娘。に加入することが発表され、ファンにお披露目された[5][6][131][注釈 15]。自己紹介では「新メンバーとして一から努力をして、先輩をどんどん追い抜いていけるように頑張ります」と決意表明した[132]。また、同じく13期メンバーとなったハロプロ研修生の横山玲奈とともにモーニング娘。'17からステージのパフォーマンスに合流することも明らかになった[5][6]。
- 12月31日の『Hello！Project COUNTDOWN PARTY 2016～GOOD BYE ＆ HELLO！』のステージ上で、メンバーカラーが「イタリアンレッド」に決定したことが発表された[3]。

### 2017年
- 1月2日に行われた『Hello! Project 2017 WINTER ～ Crystal Clear ～』中野サンプラザ公演でモーニング娘。メンバーとして初めてコンサートのステージに立った[133][注釈 16]。
- 1月26日、公式ブログ『モーニング娘。'17 13期オフィシャルブログ』がスタートした[13][注釈 17]。
- 3月8日にリリースされたシングル『BRAND NEW MORNING/ジェラシー ジェラシー』でモーニング娘。'17の一員としてメジャーデビュー[134]。
- 3月10日、台湾・台北市で開催された『BRAND NEW MORNING/ジェラシー ジェラシー』のPRイベント（握手会）に出席。初めて海外でのイベントに参加する[135]。
- 6月25日、香港で開かれた『Morning Musume。'17 Live Concert in Hong Kong』で海外公演に初めて参加した[136]。
- 12月6日に発売された「⑮ Thank you, too」で、モーニング娘。のアルバムに初参加。

### 2018年
- 2月23日、元℃-uteの矢島舞美主演で再演された舞台『熱帯男子』に、初演時の出演者としてゲスト出演した[137]。
- 4月19日、「加賀」という名字が縁になり、石川県加賀市、小松市の4つの温泉の観光協会でつくる加賀温泉郷協議会から、新設された加賀温泉郷観光大使を委嘱され、就任した[138][8]。
- 11月29日、「加賀四湯博2018」キャンペーンの一環として、JRの首都圏各駅に加賀のポスターが掲出された。掲出期間は12月5日までの間の1週間で、全170枚[139][84]。
- 11月30日、ハロー！プロジェクトオフィシャルショップより「加賀温泉郷観光大使 加賀楓フィギュアスタンドキーホールダー」2種類が発売、翌12月1日には加賀温泉郷にて「加賀温泉郷観光大使 加賀楓フィギュアスタンドキーホールダー」加賀温泉郷限定バージョン2種類が販売される[89]。19年1月にかけては、このキーホルダーを入れた写真を、ハッシュタグ「#加賀楓FSKプロジェクト」をつけてツイッターに投稿するフォトコンテストも開催された[140]。

### 2019年
- 6月1日に始まった「加賀四湯博2019」に合わせ、引き続き加賀温泉郷観光大使を務めることが発表される[141]。7月にはホームページやパンフレットなども更新され、新たに撮影された写真が掲載された[142]。
- 6月に加入した15期メンバー3人の教育係となったことが、9月に始まった秋ツアーで明らかになった[143][144]。
- 加賀温泉郷観光大使のフィギュアスタンドキーホールダー第2弾の制作が決定。10月26日にハロー！プロジェクトオフィシャルショップ限定バージョン（全5種）、11月2,3日には加賀温泉郷限定バージョン（5体セット1種）がそれぞれ販売された[145][146]。前年同様、フォトコンテストも実施、対象タグはパンフレットなどに掲載されている「#加賀は引力」で、応募期間は20年3月末まで[147]。
- 20歳の誕生日である11月30日にファースト写真集「楓」が発売。沖縄・浜比嘉を中心に撮影され、33分のメイキングDVDが付属[148][149]

### 2020年
- 3月17日 - 23日、首都圏のJR各駅に加賀楓がモデルとなった加賀温泉郷ポスター170枚が掲出された。
- 10月2日、加賀市から「加賀温泉郷観光大使」に任命され、同市役所で宮元陸市長から任命書を受け取った。19年までは観光業者らでつくる加賀温泉郷協議会からの任命だったが、過去2年間の実績や1700人以上のファンからの続投を願う署名が届けられたこともあり、加賀市が正式な大使とすることになった[11][12]。
- 10月29日、2nd写真集『イロハカエデ』発売。初写真集から1年以内での2冊目発売となった。ロケ地は長崎県の五島列島[150]。
- 11月14日、加賀温泉駅開業50周年フェスタで同駅の一日駅長に就任し、加賀市のかがやき大使を務めるグッチ裕三とトークショーをするなど、加賀温泉郷をPRした[151][152]。

### 2021年
- 9月14日 - 20日、首都圏のJR各駅に加賀楓がモデルとなった加賀温泉郷ポスター170枚が掲出された。
- 10月26日～12月26日、ハロプロのファンクラブ会員限定の「【加賀温泉郷×HELLO! PROJECT】加賀楓宿泊プラン」が加賀温泉郷の山代温泉の2旅館での宿泊を対象に販売された。宿泊者限定の生写真プレゼントや加賀楓をイメージした会席料理のほか、期間中は加賀温泉郷を巡るスタンプラリー企画も開催され、景品として加賀楓のグッズが用意された（宿泊プランのみ翌年1月7日～2月28日も延長実施）[153][154]。
- 22歳の誕生日である11月30日、3年連続3冊目の写真集となる「メープルシュガー」を発売。ロケ地は鹿児島県・種子島[155]。

### 2022年
- 2月21日、加賀温泉郷（山代温泉）で、ハロショ千夜一夜アネックス 第六夜 モーニング娘。'22加賀楓＆OCHA NORMA中山夏月姫「加賀温泉郷にいらっしゃい!」が開催された[156]。
- 4月27日、医師の診察を受けたところ「良性発作性頭位めまい症」との診断となり、2週間ほど活動休止することを発表[157]。その間に開催される出演予定だったコンサート・イベントは全て欠席する。その後、5月13日より活動を再開[158]。
- 9月3日、同年秋のモーニング娘。'22のツアーをもってモーニング娘。'22及びハロー!プロジェクトを卒業することが発表された[31]。
- 10月13日、12月10日の日本武道館公演をもってモーニング娘。'22およびハロー!プロジェクトを卒業することが正式に決定したことを発表[159]。
- 12月10日、日本武道館で行われた「モーニング娘。'22 25th ANNIVERSARY CONCERT TOUR〜SINGIN' TO THE BEAT〜加賀楓卒業スペシャル」をもって、グループおよびハロー!プロジェクトから卒業した[160]。

### 2023年
- 1月1日、所属事務所をアップフロントプロモーションからジェイピィールームへ移籍。
- 2月2日、同年夏に帝国劇場にて上演予定のミュージカル「ムーラン・ルージュ!ザ・ミュージカル」にキャスト（二二役）として出演することが発表された[32]。同作がモーニング娘。'22卒業後初の活動となる。同日には公式Twitterアカウントを開設[161][162]。

### 2024年
- 5月11日、公式ホームページにて、夏に帝国劇場、梅田芸術劇場で行われる『ムーラン・ルージュ！ザ・ミュージカル』を最後に芸能活動を終了すると発表した[163][164][165][166]。
- 9月28日、前述のミュージカルが全日程終了したため、自身の芸能活動も終了。同月30日に自身の公式Xで最後のメッセージをポストした[167]。

## 作品

### CD（ハロプロ研修生名義）
インディーズシングル
- ハロプロ研修生『おへその国からこんにちは/天まで登れ!』（2013年12月20日発売 DVDシングル）[119]

インディーズアルバム
- ハロプロ研修生『① Let's say “Hello!”』（2014年12月6日先行販売 CDアルバム）[168]
- ハロプロ研修生『Rainbow×2』（2018年5月6日先行販売 CDアルバム）[169][注釈 18]

### 配信楽曲
| 発売日         | タイトル   | 備考 |
| -------------- | ---------- | ---- |
| 2022年12月11日 | Give me 愛 |      |

### DVD/Blu-ray（ハロプロ研修生名義）
- ハロプロ研修生密着 2013年冬（2014年3月14日先行販売 DVD）[170]

## 出演

### コンサート
- ハロプロ研修生 発表会 2012〜12月の生タマゴShow!〜（2012年12月9日、Shibuya O-EAST）[110]
- Hello! Project 誕生15周年記念ライブ 2013 冬（2013年1月2日・3日・5日・6日・12日・13日、中野サンプラザ公演のみ出演）
- 藤本美貴10周年記念!大感謝ライブ！一夜限定!完全復活!ミキティー（2013年3月24日、Zepp Tokyo）[171]
- ハロプロ研修生 発表会 2013〜3月の生タマゴShow!〜（2013年3月31日、横浜BLITZ）[172]
- ℃-uteコンサートツアー2013春〜トレジャーボックス〜（4月20日 - ） - 田辺奈菜美・吉橋くるみ・室田瑞希・加賀楓の4名がチャレンジアクトとして帯同[114]
- ハロプロ研修生 発表会2013 〜春の公開実力診断テスト〜（2013年5月5日、中野サンプラザ）[173]
- 日比谷野音90周年記念事業 Hello! Project 野音プレミアムLIVE 〜外フェス〜 supported by Hellosmile (2013年5月19日)
- ハロプロ研修生 発表会 2013 〜6月の生タマゴShow!〜（2013年6月8日・15日、メルパルク TOKYO・御堂会館）[174]
- ハロプロ研修生 発表会 2013 〜9月の生タマゴShow!〜（2013年9月15日・21日、横浜BLITZ・東別院ホール）[175]
- ハロプロ研修生 発表会2013〜12月の生タマゴShow!〜（2013年12月7日・8日・21日、東別院ホール・なんばHatch・ディファ有明）[176]
- ハロプロ研修生 発表会2014〜2月・3月の生タマゴShow!〜（2014年2月23日・3月2日・9日、Zepp Tokyo・Zepp Nagoya・なんばHatch）[177]
- ハロプロ研修生 発表会2014 〜春の公開実力診断テスト〜（2014年5月4日、中野サンプラザ）[178]
- ハロプロ研修生 発表会2014〜6月の生タマゴShow!〜（2014年6月14日、Zepp Namba）[179]
- ハロプロ研修生 発表会2014〜9月の生タマゴShow!〜（2014年9月7日・15日・23日、Zepp Nagoya・ディファ有明・Zepp Namba）[180]
- ℃-uteコンサートツアー2014秋〜モンスター〜 - 浜浦彩乃・小川麗奈・一岡伶奈・加賀楓・岸本ゆめの の5名がチャレンジアクトとして帯同[124]
- ハロプロ研修生 発表会2014〜11・12月の生タマゴShow!〜（2014年11月29日・12月6日・29日、Zepp Nagoya・Zepp Tokyo・森ノ宮ピロティホール）[181]
- Hello! Project 2015 WINTER 〜DANCE MODE!〜 & 〜HAPPY EMOTION!〜（中野サンプラザ公演のみ出演）
- 9→10周年記念℃-uteコンサートツアー2015春〜The Future Departure〜 - 山岸理子・加賀楓・段原瑠々・橋本渚の4名がチャレンジアクトとして帯同[125]
- ハロプロ研修生 発表会 2015〜3月の生タマゴShow!〜（2015年3月8日・14日・22日、Zepp Tokyo・御堂会館・東別院ホール）
- ハロプロ研修生 発表会 2015 〜春の公開実力診断テスト〜（2015年5月4日、中野サンプラザ）
- ハロプロ研修生 発表会 2015〜6月の生タマゴShow!〜（2015年6月14日・20日・27日、Zepp Tokyo・Zepp Nagoya・Zepp Namba）
- Hello!Project 2015 SUMMER　〜CHALLENGER〜　Hello!Project 2015 SUMMER　〜DISCOVERY〜（2015年7月11日・12日・18日・25日・26日、8月1日・8日・9日・15日・22日・23日・29日、(日本特殊陶業市民会館、わくわくホリデーホール、オリックス劇場、仙台サンプラザホール、中野サンプラザ、広島文化学園HBGホール、福岡サンパレス）
- ハロプロ研修生 発表会 2015〜9月の生タマゴShow!〜（2015年9月6日・13日・19日、Zepp Tokyo・Zepp Namba・Zepp Nagoya）
- ℃-uteコンサートツアー2015秋〜℃an't STOP!!〜（10月17日 - ） - 加賀楓・段原瑠々・竹村未羽・橋本渚・前田こころ・秋山眞緒の6名がオープニングアクト等として帯同[127]
- ハロプロ研修生 発表会 2015〜11月・12月の生タマゴShow!〜（2015年11月28日・12月12日・13日、Zepp Nagoya・Zepp Tokyo・Zepp Namba）
- Hello! Project COUNTDOWN PARTY 2015 〜 GOOD BYE & HELLO! 〜（2015年12月31日、中野サンプラザ）
- Hello! Project 2016 WINTER　〜 DANCING!SINGING!EXCITING!〜（2016年1月2日・3日・4日・5日・9日、10日・16日・17日・23日・24日・31日、2月6日・11日・20日(中野サンプラザ、日本特殊陶業市民会館、オリックス劇場、福岡サンパレス、仙台サンプラザホール、広島文化学園HBGホール、ニトリ文化ホール）
- Hello! Project 研修生発表会 2016 2月・3月 〜SINGING!〜（2016年2月13日・2月28日・3月6日、Zepp Tokyo・Zepp Nagoya・Zepp Namba）
- Hello! Project ひなフェス 2016（2016年3月19日・20日、パシフィコ横浜）
- モーニング娘。'16コンサートツアー春〜EMOTION IN MOTION〜（3月26日 - ） - 加賀楓・小野田紗栞・橋本渚・小野瑞歩・金津美月・清野桃々姫の6名がオープニングアクトとして帯同[182][128]
- Juice=Juice LIVE MISSION 220 〜Code3 Special→Growing Up!〜（4月16日 - 5月14日） - 加賀楓・小野田紗栞・橋本渚・島野萌々子・小野瑞歩・金津美月の6名がオープニングアクトとして帯同[183]
- ハロプロ研修生 発表会 2016 〜春の公開実力診断テスト〜（2016年5月5日、中野サンプラザ）
- Hello! Project 研修生発表会 2016 6月 〜EXCITING!〜（2016年6月4日・6月5日・6月14日、Zepp Namba・Zepp Nagoya・Zepp Tokyo）
- Hello!Project 2016 SUMMER ～ Sunshine Parade ～ ～ Rainbow Carnival～ （2016年7月16日・17日・23日・24日・30日、8月6日・7日・11日・20日・21日・27日、9月3日(日本特殊陶業市民会館、オリックス劇場、ニトリ文化ホール、中野サンプラザ、福岡市民会館、仙台サンプラザホール、広島文化学園HBGホール）
- Hello! Project 研修生発表会 2016 9月 ～SINGING!～ （2016年9月4日・24日・25日、Zepp Tokyo・Zepp Namba・Zepp Nagoya）
- ℃-uteコンサートツアー2016秋 ～℃OMPASS～ - 一岡伶奈・加賀楓・堀江葵月・前田こころの4名がオープニングアクト等として帯同[129]
- Hello! Project 研修生発表会 2016 12月  〜EXCITING!〜 （2016年12月11日・18日・23日、Zepp Namba・Zepp Tokyo・Zepp Nagoya）
- M-line Special 2021〜Make a Wish!〜（2021年11月20日、中野サンプラザ。昼夜2公演） - ゲスト出演[184]
- M-line Special 2022 ～My Wish～（2022年4月29日、めぐろパーシモンホール / 7月31日、日本特殊陶業市民会館 ビレッジホール / 10月10日、名古屋市公会堂。各日昼夜2公演） - ゲスト出演[185][注釈 19]

### イベント
- ハロプロ研修生 ファンクラブ発表会3月「ハロプロ研修生寮 入寮者募集!?したら…。～いっきに６人入寮!!お祝いスペシャル～」（2013年3月7日、パシフィックヘブン）
- BS-TBSサマーパーティー2013「熱帯男子フェス～唄ありトークあり芝居あり～」（2013年8月20日、赤坂ブリッツ）
- Hello! Project New Fes！II（2015年9月23日・26日、五反田ゆうぽうとホール・森ノ宮ピロティホール）
- ハロプロANNEX 〜こぶし×つばき=Sweet♪〜（2016年4月18日、DMM VR Theater）
- ℃-ute12年目突入記念　～℃-Fes！Part2　9月10日は飛天で℃-uteの日～（2016年9月10日、グランドプリンスホテル新高輪）
- 演劇女子部「ネガポジポジ」公演記念トークショー（2016年10月30日、ハロー！プロジェクト オフィシャルショップ東京秋葉原店）
- ハロショ千夜一夜　第六十二夜 ～モーニング娘。‘19　加賀楓～（2019年4月3日、ハロー！プロジェクト オフィシャルショップ東京秋葉原店）[186]
- ＪＲ加賀温泉駅五十周年フェスタ 1日駅長、トークショー出演：グッチ裕三、加賀楓（2020年11月14日）
- ハロショ千夜一夜アネックス 第六夜 モーニング娘。'22加賀楓＆OCHA NORMA中山夏月姫「加賀温泉郷にいらっしゃい！」（2022年2月21日、配信・山代温泉）
- 南波一海のアイドル三十六房 特別編 ～ハロプロ スッペシャ～ルのスッペシャ～ル 出演：加賀楓、山﨑愛生（モーニング娘'22）、でか美ちゃん、嶺脇育夫（タワーレコード代表取締役社長）、南波一海、川上健太（CDジャーナル編集長）（2022年10月21日、配信・タワーレコード渋谷店）
- 加賀温泉郷「楓の木」記念植樹セレモニー&アフターイベント『加賀は引力』出演：加賀楓、モデレーター：大久保浩秀（REACHクリエイティブディレクター）（2022年11月8日、山中座）

### 舞台
- ミュージカル『熱帯男子』（2013年2月7日 - 17日、全労済ホール スペース・ゼロ） - やえ子 役[187]
- 演劇女子部『僕たち可憐な少年合唱団』（2014年3月14日 - 23日、池袋シアターグリーン BOX in BOX THEATER） - ひなた 役[120]
- 演劇女子部 ミュージカル「LILIUM-リリウム 少女純潔歌劇-」（2014年6月5日 - 15日、池袋サンシャイン劇場 / 6月20日・21日、森ノ宮ピロティホール） - クレマチス 役
- 演劇女子部『ネガポジポジ』（2016年11月3日 - 20日、池袋シアターグリーン BIG TREE THEATER） - りさ 役（チームA）[130]
- 演劇女子部『ファラオの墓』（2017年6月2日 - 11日、池袋サンシャイン劇場） - イザイ 役[46]
- 舞台『熱帯男子』（2018年2月23日、全労済ホール スペース・ゼロ）- ゲスト（きゅう子） 役[137]
- 演劇女子部「ファラオの墓 〜蛇王・スネフェル〜」（2018年6月1日 - 10日、池袋サンシャイン劇場 / 2018年6月15日 - 17日、大阪メルパルクホール） - サリオキス 役
- 演劇女子部「遙かなる時空の中で6 外伝 〜黄昏ノ仮面〜」（2019年6月7日、サンシャイン劇場） - 友情出演[188]
- ムーラン・ルージュ!ザ・ミュージカル（2023年6月24日 -28日（プレビュー公演）・6月29日 - 8月31日、 帝国劇場/2024年夏、帝国劇場/2024年秋、梅田芸術劇場） - ニニ 役[32]

### テレビ
- ハロプロ研修生のただ今研修中!（アイドル専門チャンネルPigoo、2013年4月 - 9月）[113]
- 〜おねだりエンタメ!〜はぴ★ぷれ（BS日テレ、2013年10月5日 - 2014年9月27日）[118]
- 矢口真里の火曜The NIGHT ゲスト モーニング娘'17 譜久村聖、生田衣梨奈、小田さくら、加賀楓（Abema TV、2017年11月28日）
- 沼にハマってきいてみた - バンドリ!沼 ゲスト（Eテレ、2019年2月19日）[76]、ポリネシアンダンス沼 ゲスト（2022年5月24日）
- ハロドリ。（テレビ東京）- 座談会（譜久村聖、小田さくら、加賀楓、岸本ゆめの、浅倉樹々）第5回（2020年5月4日）、第6回（5月11日）
- 劇場版 ソードアート・オンライン -プログレッシブ- 星なき夜のアリア 公開決定記念特番（Abema TV、2021年7月7日）
- ハロプロダンス学園（ダンスチャンネル by エンタメ〜テレ）[189]
  - 無印（シーズン1）（2019年3月21日 - 6月6日）
  - シーズン2（2019年10月17日 - 2020年1月9日）
  - シーズン3（2020年5月21日 - 8月6日）
  - シーズン4（2020年10月15日 - 2021年1月21日）
  - シーズン5（2021年4月15日 - 7月15日）
  - シーズン6（2021年10月21日 - 2022年1月6日）※MC
  - シーズン7（2022年4月21日 - 5月19日）※前半は引き続きMCも兼務、後半は欠席
  - シーズン8（2022年10月20日 - 2023年1月5日）
  - 課外活動　vol.2（加賀楓編 ゲスト pile、佐々木莉佳子）、vol.3（シーズン1、2のお蔵出しSP）、vol.5前後編（シーズン3振り返り座談会　石田亜佑美、加賀楓、秋山眞緒）、vol.7前後編（加賀楓×斉藤朱夏（ナレーション）座談会）、vol.9（稲場愛香卒業SP（ナレーションのみ））、vol.10中後編（新メンバーオーディション）、vol.11前編（加賀楓卒業SP）

### ラジオ
- GIRLS♥GIRLS♥GIRLS =FULL BOOST= 「モーニング娘。のモーニングダイアリー」（2017年4月6日 - 2021年3月11日、FM-FUJI）[190]
- モーニング娘。のモーニング女学院〜放課後ミーティング〜（2018年4月-2022年12月3日、ラジオ日本）出席番号14番
- モーニング娘 13期メンバー WEBトークリバーシブルラジオ（2017年3月2日-2019年8月22日 全122回、FC限定）ダイジェストDVD 全2巻[191]
- MBSヤングタウン土曜日 ゲスト（2018年3月10日、8月18日/2019年1月12日、5月25日、11月16日/2020年4月18日、8月18日、12月12日/2021年5月15日、2022年4月23、6月4日、11月19日）
- 中島早貴のキュートな時間 ゲスト（2020年1月18日、25日、ラジオ日本）
- FRIDAY GOES ON! 〜あっ、それいただきっ!〜 ゲスト　森戸知沙希、加賀楓（2020年12月18日、JFN）
- 岡副麻希のほくほくみゅ〜じっく ゲスト（2020年12月20日、文化放送）
- ソードアート・オンエアー・プログレッシブ ゲスト（2021年9月7日、14日、ニッポン放送）
- モーニング娘'22 牧野真莉愛のまりあんLOVEりんですっ　ゲスト：一岡伶奈（BEYOOOOONDS/CHICA#TETSU）、加賀楓（モーニング娘'22）、岸本ゆめの（つばきファクトリー）（ハロプロ研修生17期）（2022年11月23日、30日、 CBCラジオ）
- DJ KOO presents Beat Goes On ゲスト：加賀楓、岡村ほまれ（2022年12月9日、FM-FUJI）

### 広告
- 加賀温泉郷 加賀四湯博2018 パンフレット、ポスター（2018年6月 - 2019年6月）

- 加賀温泉郷 加賀四湯博2018 首都圏JRポスター（2018年11月28日 - 2018年12月5日)
- 加賀温泉郷 加賀四湯博2019 パンフレット、ポスター（2019年7月 - 2020年3月）
- 加賀温泉郷 加賀四湯博2019 首都圏JRポスター（2020年3月17日 - 2020年3月23日)

### CM/コラボキャンペーン
- 加賀温泉郷ナイトバル 「私に似合うもの」篇、「いつもの」篇（2020年1月 - 3月）[192][193][194]
- LIPPS 『SMOOTH HAIR DANCE SERIES』（2021年11月） - ハロー!プロジェクトダンス部選抜として出演[195]
- モーニングみそ汁（2017年4月5日発売　マルコメ）モーニングみそ汁 えのき【えのき：横山玲奈 / 肉そぼろ：加賀楓】[196]
- au 音のVR - モーニング娘'18 I WISH（2018年3月）[197]
- 「AVIOT × モーニング娘。’21 『超超超いい感じ』キャンペーン」TE-D01q[198]

### WEB
- STREET JACK - BRAND NEW MORNING／ジェラシー ジェラシー発売記念インタビュー (2017年3月6日)[199][200]

- Men'sJOKER PREMIUM - 新曲『BRAND NEW MORNING/ジェラシー ジェラシー』発売記念 13期インタビュー（2017年3月9日）[201][202]
- News Walker - モーニング娘。'17加賀楓が“20問20答”でハロプロ愛を語る！ (2017年11月7日)[25]
- 加賀温泉郷 加賀四湯博2018（2018年6月 - 2019年3月）[88]
- 加賀温泉郷 加賀四湯博2019（2019年7月 - ）[142]

- Rolling Stone - モーニング娘。'18加賀楓が「リズム」を通して発見したこと (2018年12月14日)[53]
- Vivi - モーニング娘。’19から加賀楓と横山玲奈が登場♡一緒にチーズタッカルビを食べたのは？（2019年3月7日）[203]
- Rolling Stone - モー娘。加賀楓が語る、初写真集とロッキンと自己成長の話(2019年11月30日)[204]
- ORICON NEWS - 敵にも味方にも“正義”がある　モー娘。加賀楓がRPG『テイルズ オブ』シリーズから学んだ命の重さ（2020年5月26日）[205]
- CanCam - 「体質を知りたくて、遺伝子検査をしました」モーニング娘。’20加賀楓のストイック美学（2020年8月27日）[206]CanCam10月号『ファッションフェス』特集みつぼし⭐︎みらくる
- THE RAMPAGE RIKUの「音楽大陸」 Vol.1（前編、後編）-  ストイックなアイドル・小田さくら＆加賀楓との邂逅（2020年11月13日、27日）[207][208]
- Scawaii! - モーニング娘。’20 加賀楓「濡れツヤまぶたとちゅるんリップ」自分史上最高メイク（2021年1月13日）[209]
- Scawaii!i - モーニング娘。’21青春Nightコレクション　加賀楓（2021年10月5日）[210]
- TV LIFE - モーニング娘。’22・石田亜佑美＆加賀楓×DA PUMP・KENZOインタビュー『ハロプロダンス学園 シーズン7』でコラボ（2022年4月18日）[211]
- CanCam - 【ハロプロ佐々木莉佳子× 加賀 楓】クールモードな「2022初夏ジュエリー」（2022年4月28日）[212]CanCam6月号「Hello!トレンド初夏ジュエリー」
- Real Sound- モーニング娘。’22 森戸知沙希、卒業直前インタビュー　加賀楓＆横山玲奈と振り返る“人との関わり”から得た成長の日々[213]
- CanCam12月号「Memories of 10 years #10年のみらくる」[214]（2022年11月4日）
- Re-solution - GirlsNews【ハロプロダンス部インタビュー】LIPPSヘアオイルweb動画出演(2021年11月25日)　[215]
- non-no web - ダンスをキーワードに見る、ハロプロ前夜の加賀楓と研修生期間、デビューを経て変化したこと。（2022年12月5日）[216][217]
- WEBザ・テレビジョン - モーニング娘。加賀楓＆横山玲奈　つんく♂が送る加賀への当て書きと次への課題「卒業へ背中を押されたような気持ち」（2022年12月6日）[218]
- Re-solution - GirlsNews 加賀楓「これまでの感謝をパフォーマンスでお返しできるように」 モー娘。卒コン直前の思い明かす”（2022年12月9日）　[219]
- クランクイン！-モーニング娘。'22石田亜佑美＆加賀楓、インタビュー（2022年12月10日）[220]
- DJ KOOの電光石火わいたー（KOOTUBE）生配信ゲスト：森戸知沙希、加賀楓（youtube、2020年5月21日）[221]
- AVIOT モーニング娘'21 加賀楓×凛として、時雨 ピエール中野 ワイヤレスイヤホン スペシャル対談（youtube、2021年12月4日、7日）[222][223][224][225]

## 書籍
- ほぼ日手帳公式ガイドブック2019（ほぼ日刊イトイ新聞, マガジンハウス 2019年8月21日）
  - ISBN 9784838730148

### 写真集
- 楓（2019年11月30日、オデッセー出版、撮影：根本好伸[226]）
  - ISBN 978-4-8470-8239-9
- イロハカエデ（2020年10月29日、オデッセー出版、撮影：根本好伸[227]）
  - ISBN 978-4-8470-8326-6
- メープルシュガー（2021年11月30日、オデッセー出版、撮影：根本好伸[228]）
  - ISBN 978-4-8470-8394-5
- 加賀楓 卒業メモリアルフォトブック（2022年12月10日、撮影：今城純[229]・プロデュース：松岡茉優[230]）
- 加賀温泉郷メモリアルフォトブック「加賀は引力」（2023年3月31日、オデッセー出版[231]）
  - ISBN 978-4-908643-86-6

## 所属グループ・ユニット
- モーニング娘。（2016年 - 2022年）
  - モーニング娘。20th（2017年 - 2018年）[注釈 20]
- シャッフルユニット
  - ハロプロ・オールスターズ（2018年 - 2020年）
- スペシャルユニット
  - ハロー!プロジェクトダンスチーム→L!PP (from Hello! Project Dance Team)（2021年 - 2022年）